# Clavatula asamusiensis
Clavatula asamusiensis é uma espécie de gastrópodes do gênero Clavatula, pertencente a família Clavatulidae.